# Francesco Pellegrino (cestista)
Francesco Pellegrino (Vittoria, 6 agosto 1991) è un cestista italiano, di ruolo centro.

## Carriera
Nato a Vittoria e cresciuto a Gela, Pellegrino inizia a giocare nella Polisportiva Basket Gela con la quale debutta in Serie D. Nel 2008 si trasferisce al Basket Trapani e vi rimane fino al 2010 allorché si trasferisce in prestito alla Virtus Racalmuto.
Durante le finali regionali Under-19 del 2010 viene notato dai dirigenti dell'Orlandina Basket ed ingaggiato un anno più tardi, nell'estate 2011, quando all'epoca la formazione biancazzurra militava in Divisione Nazionale A. Al termine di quella prima stagione firma un rinnovo fino al 2015, nel frattempo la squadra viene ripescata in Legadue. Nella stagione 2012-2013 continua a ricoprire il ruolo di pivot di riserva, partendo in questo caso dietro all'americano Otis George, in una squadra allenata per gran parte di stagione da Gianmarco Pozzecco. Dopo un periodo di qualche mese di pausa dal basket per motivi personali seguito da un successivo ritorno agli allenamenti, il 19 marzo 2014 la società siciliana comunica la rescissione consensuale del contratto.
Nell'estate 2015 arriva la chiamata della Dinamo Sassari fresca di conquista dello scudetto. Nonostante lo scarso utilizzo prima da parte di coach Meo Sacchetti e poi di Marco Calvani, Pellegrino oltre che in Serie A ha anche la possibilità di esordire in Eurolega, competizione in cui colleziona tre presenze.
Il 9 febbraio 2016 viene girato in prestito oneroso al Basket Barcellona, società di Barcellona Pozzo di Gotto militante in Serie A2. Rimane in giallorosso fino alla fine del campionato, giocando complessivamente dieci partite in cui mette a referto 11,3 punti e 7,8 rimbalzi in 25,9 minuti di media.
Il 18 giugno seguente passa in prestito annuale alla Pallacanestro Ferrara 2011, altro club impegnato nel secondo campionato nazionale. Contribuisce al raggiungimento della salvezza con 10,2 punti e 5,6 rimbalzi in 27,4 minuti a gara.
Nel giugno del 2017 viene reso noto il suo ingaggio da parte dell'APU Udine. La sua prima parentesi friulana dura due stagioni. Nella prima di esse, ovvero nella Serie A2 2017-2018, i bianconeri chiudono quarti nel girone est e vengono eliminati ai quarti di finale, con il pivot siciliano che tra regular season e play-off mette a segno 7,3 punti e 6,2 rimbalzi in 19,3 minuti. L'anno seguente vede invece la squadra classificarsi quinta ed uscire agli ottavi di finale, con un apporto di Pellegrino di 7,6 punti e 6,0 rimbalzi in 19,8 minuti.
In vista della stagione 2019-2020 viene ingaggiato dalla Reyer Venezia, squadra campione d'Italia in carica, al fine di allungare un reparto lunghi che per un certo periodo è stato privo di Valerio Mazzola, fuori causa fino a novembre per infortunio. Con la formazione lagunare Pellegrino trova poco spazio, andando a referto ventidue volte (play-off inclusi) ma scendendo in campo solo in due occasioni, entrambe ad inizio campionato prima del rientro di Mazzola. Gioca tuttavia anche tre partite di Eurocup, nelle quali segna un totale di otto punti con 4/4 dal campo.
Il 6 luglio del 2020, dopo solamente un anno, torna ad essere un giocatore dell'APU Udine. Il suo contratto viene poi rinnovato sia per la stagione 2021-2022 che per quella 2022-2023. Durante questo triennio arriva, considerando anche la prima parentesi in Friuli, a quota 214 partite ufficiali con i bianconeri: con oltre 1 250 punti complessivi si posiziona al secondo posto di sempre per punti segnati nella storia della società (nata nel 2011), di cui nel frattempo anche il miglior rimbalzista (1 002) e il miglior stoppatore (208). In questo periodo vince, a livello di squadra, anche la Coppa Italia di Serie A2 2022.
Rimasto fermo qualche mese per via di un intervento di pulizia al tendine rotuleo del ginocchio destro e di un'operazione al polso destro, il 1º dicembre 2023 (giorno di chiusura della prima finestra di mercato) viene tesserato da Rinascita Basket Rimini, altra squadra di Serie A2. Debutta in biancorosso a fine gennaio nella trasferta di Trieste. In dieci partite tra regular season e fase a orologio, ha prodotto 1,2 punti e 2,0 rimbalzi in 8,6 minuti a partita.
Dopo aver superato un problema di salute, ed essersi successivamente allenato per un periodo con l'Universo Treviso Basket, il 29 novembre 2024 è stato ingaggiato dallo stesso club veneto fino al termine della stagione, tornando dunque a far parte di un club della massima serie.

## Palmarès
- Coppa Italia: 1

Reyer Venezia: 2020
- Coppa Italia LNP: 1

APU Udine: 2022